# Jhalida
Jhalida är en ort i Indien.   Den ligger i distriktet Puruliya och delstaten Västbengalen, i den östra delen av landet, 1 100 km sydost om huvudstaden New Delhi. Jhalida ligger 297 meter över havet och antalet invånare är 18 057.
Terrängen runt Jhalida är platt åt nordväst, men åt sydost är den kuperad. Runt Jhalida är det tätbefolkat, med 397 invånare per kvadratkilometer. Jhalida är det största samhället i trakten. Trakten runt Jhalida består till största delen av jordbruksmark.